# Trichopsidea clausa
Trichopsidea clausa är en tvåvingeart som först beskrevs av Osten Sacken 1877.  Trichopsidea clausa ingår i släktet Trichopsidea och familjen Nemestrinidae. Inga underarter finns listade i Catalogue of Life.